# Graphistemma liukiuense
Graphistemma liukiuense är en oleanderväxtart som först beskrevs av Otto Warburg, och fick sitt nu gällande namn av Hatusima. Graphistemma liukiuense ingår i släktet Graphistemma och familjen oleanderväxter. Inga underarter finns listade i Catalogue of Life.